# Lozovîi Iar, Iahotîn
Lozovîi Iar (în ucraineană Лозовий Яр) este o comună în raionul Iahotîn, regiunea Kiev, Ucraina, formată numai din satul de reședință.

## Demografie
Componența lingvistică a comunei Lozovîi Iar
     Ucraineană (98,28%)
     Rusă (1,61%)
Conform recensământului din 2001, majoritatea populației comunei Lozovîi Iar era vorbitoare de ucraineană (98,28%), existând în minoritate și vorbitori de rusă (1,61%).